# Бонвичино
Бонвичѝно (на италиански: Bonvicino; на пиемонтски: Bonvzin, Бонвъцин) е село и община в Северна Италия, провинция Кунео, регион Пиемонт. Разположено е на 502 m надморска височина. Населението на общината е 115 души (към 2010 г.).